# Jörg Sievers
Jörg Sievers (ur. 22 września 1965 w Römstedt) – niemiecki piłkarz występujący na pozycji bramkarza. Brat Ralfa Sieversa, także piłkarza.

## Kariera
Sievers jako junior grał w klubach SV Eddelstorf oraz Lüneburger SK. Potem był graczem pierwszej drużyny Lüneburger SK. W 1988 roku trafił do VfL Wolfsburg, a rok później przeszedł do Hannoveru 96. Zadebiutował tam 19 sierpnia 1989 roku w przegranym 0:3 meczu Pucharu Niemiec z Borussią Mönchengladbach. W 2. Bundeslidze pierwszy mecz zaliczył 23 sierpnia 1989 przeciwko Fortunie Kolonia (1:2). W 1992 roku zdobył z klubem Puchar Niemiec, po pokonaniu w jego finale po rzutach karnych Borussii Mönchengladbach. W 1996 roku zajął z klubem 16. miejsce w lidze i spadł z nim do Regionalligi. W 1998 roku powrócił z Hannoverem do 2. Bundesligi. W 2002 roku awansował z nim do Bundesligi. Sievers zadebiutował w niej 11 sierpnia 2002 w przegranym 1:2 spotkaniu z Hamburgerem SV. W 2003 roku zakończył karierę z liczbą 384 występów w barwach Hannoveru. W tym samym roku został trenerem bramkarzy Hannoveru 96.